# Kodály Zoltán Gimnázium (Pécs)
A pécsi Kodály Zoltán Gimnázium a híres magyar zeneszerző, Kodály Zoltán nevét viseli. A gimnáziumban kétévenként megyei népdaléneklési versenyt rendeznek. A megyéből negyvenöt szakmunkástanuló, szakközépiskolás és gimnazista kerül az előversenyek után a döntőbe.

## Története
A Kodály Zoltán Gimnáziumot 1974-ben adták át Dobó István utcai Gimnázium néven. Kodály Zoltán születésének 100. évfordulóján vette fel az iskola mai nevét, 1982. december 16-án. 1988-ban új szárnnyal bővült az iskola épülete. 1987-től magyar-olasz, 2001-től pedig magyar-spanyol két tanítási nyelvű osztályok indultak az iskolában.

## Tagozatok
- Általános[1]
- Ének-zene[2]
- Humán[3]
- Olasz[4]
- Spanyol[5]